# 拉納克縣
拉納克縣（英語：Lanark County）是加拿大安大略省東南部一個地方行政區，東北臨渥太華市，東南面隔麗都河與列斯和格倫維爾聯合縣對望，西南接弗隆特纳克縣，西北及倫弗魯縣，縣治設於珀斯鎮。史密夫斯瀑布鎮（Smiths Falls）和拉納克縣屬於同一個人口普查區，但該鎮是一個獨立於拉納克縣的分割行政區（separated municipality），兩者在行政上互不相干。據2011年人口普查所示，拉納克縣連同史密夫斯瀑布鎮共有65667名居民。

## 歷史
18世紀末，上加拿大的歐裔殖民主要聚居在聖羅倫斯河沿岸；歐裔殖民於1790年首度進駐現拉納克縣一帶的内陸地區，但該處地域在往後年間人煙仍較為稀少。北美的1812年戰爭和歐洲的拿破侖戰爭相繼結束後，大批英國軍人從戰場返回家鄉，令當地經濟出現過剩人口；另一方面，英國政府亦希望增加上加拿大内陸地區的人口，並將該處建立為聖羅倫斯河沿岸以外的第二度防線以抵禦美國再度入侵。英國政府遂鼓勵退役軍人遷至此處，並於1816年在現拉納克縣境内設立德拉蒙鄉（Drummond）、貝克維斯鄉（Beckwith）和巴佛士鄉（Bathurst）來安置殖民。
拉納克縣於1824年脫離列斯縣，但當時只作選舉、民兵防衛、勘探和土地註冊之用，沒有地方行政功能；該縣的實際行政事務由巴佛士區（District of Bathurst）負責。倫弗魯縣則於1845年脫離拉納克縣，但仍由巴佛士區管轄。區級行政區別於1849年取消，其行政功能由縣級行政區別取代；拉納克縣從1850年起與倫弗魯縣聯合管理。兩縣聯合政府於1866年正式解散，拉納克縣於同年8月23日正式成立縣級政府。

## 轄區
- 貝克維斯鄉（Township of Beckwith）
- 卡爾頓普雷斯鎮（Town of Carleton Place）
- 德拉蒙/艾姆斯利鄉（Township of Drummond/North Elmsley）
- 拉納克高地鄉（Township of Lanark Highlands）
- 密西西比磨坊鄉（Township of Mississippi Mills）
- 蒙塔古鄉（Township of Montague）
- 珀斯鎮（Town of Perth）
- 泰伊河谷鄉（Township of Tay Valley）

### 引用書籍
- Howard Morton Brown. . Renfrew, Ontario: General Store Publishing House. 2007. ISBN 9781897113622.

## 外部連結
- （英文）拉納克縣官方網站 （页面存档备份，存于）